# Орешене (Ловечская область)
Орешене (болг. Орешене) — село в Болгарии. Находится в Ловечской области, входит в общину Ябланица. Население составляет 306 человек.

## Политическая ситуация
В местном кметстве Орешене, в состав которого входит Орешене, должность кмета (старосты) исполняет Люба Иванова Христакиева (независимый) по результатам выборов правления кметства.
Кмет (мэр) общины Ябланица — Иван Райков Цаков (независимый) по результатам выборов в правление общины.

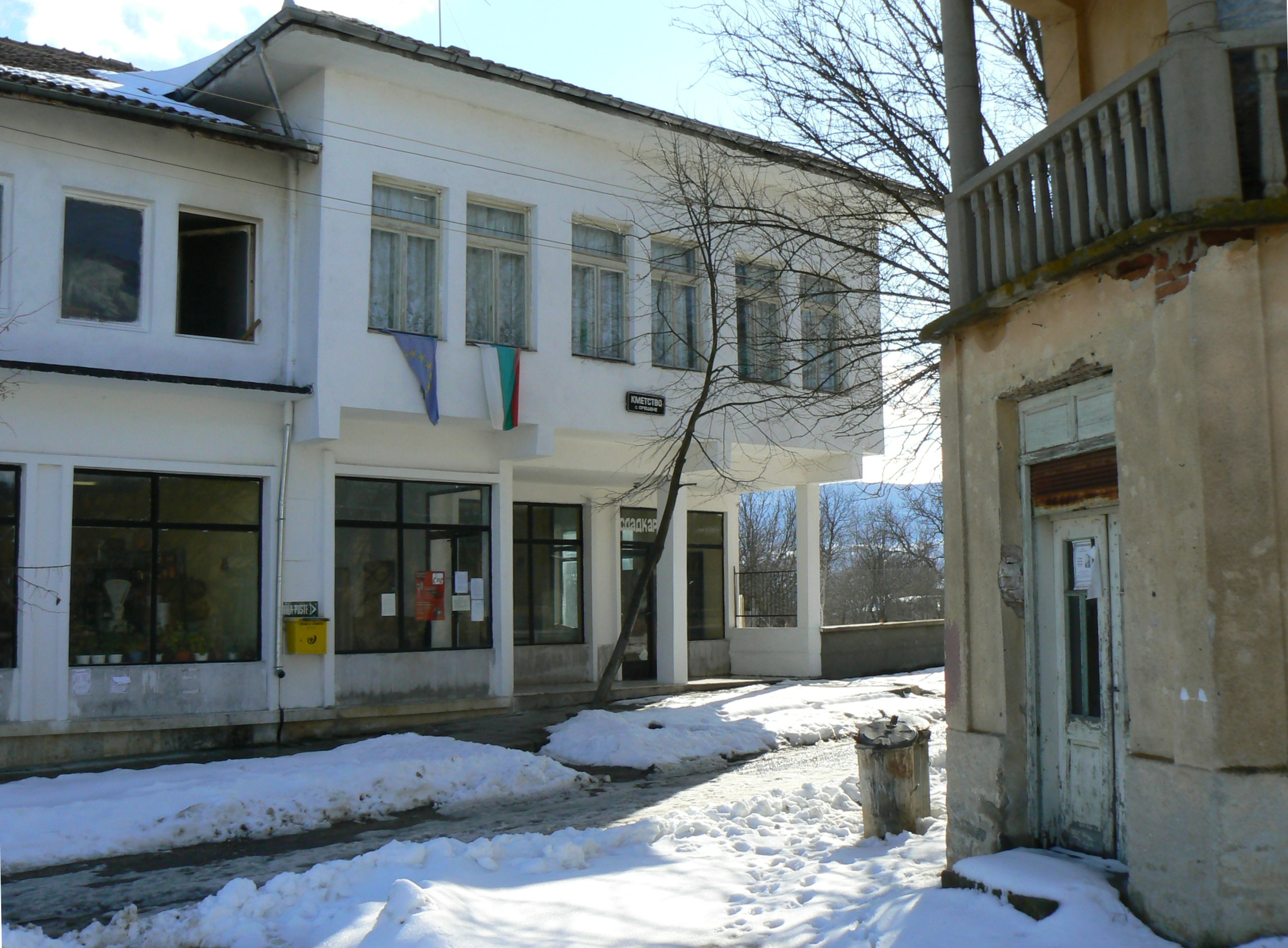
Кметство Орешене

## Фото

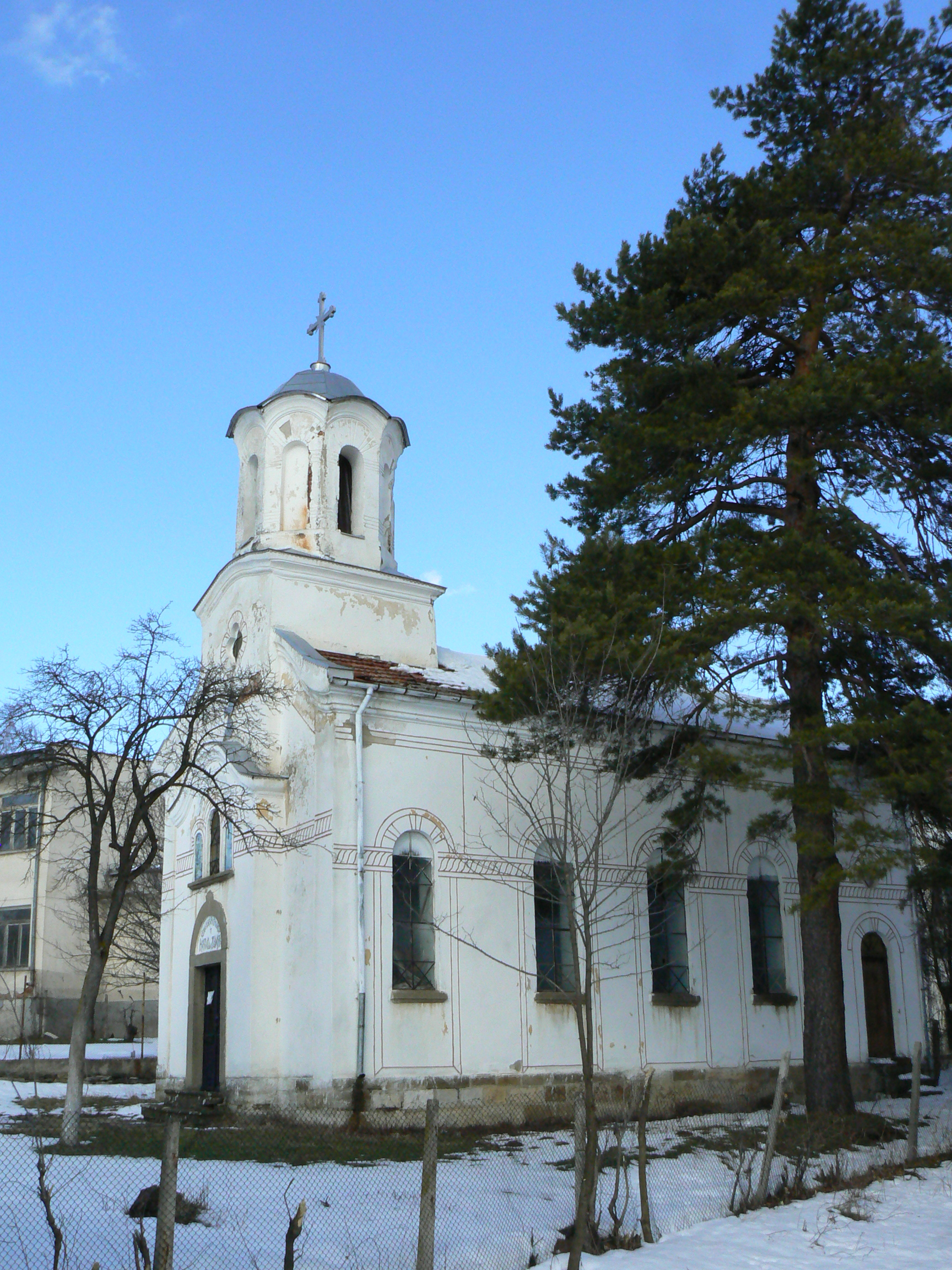
Церковь Косьмы и Дамиана

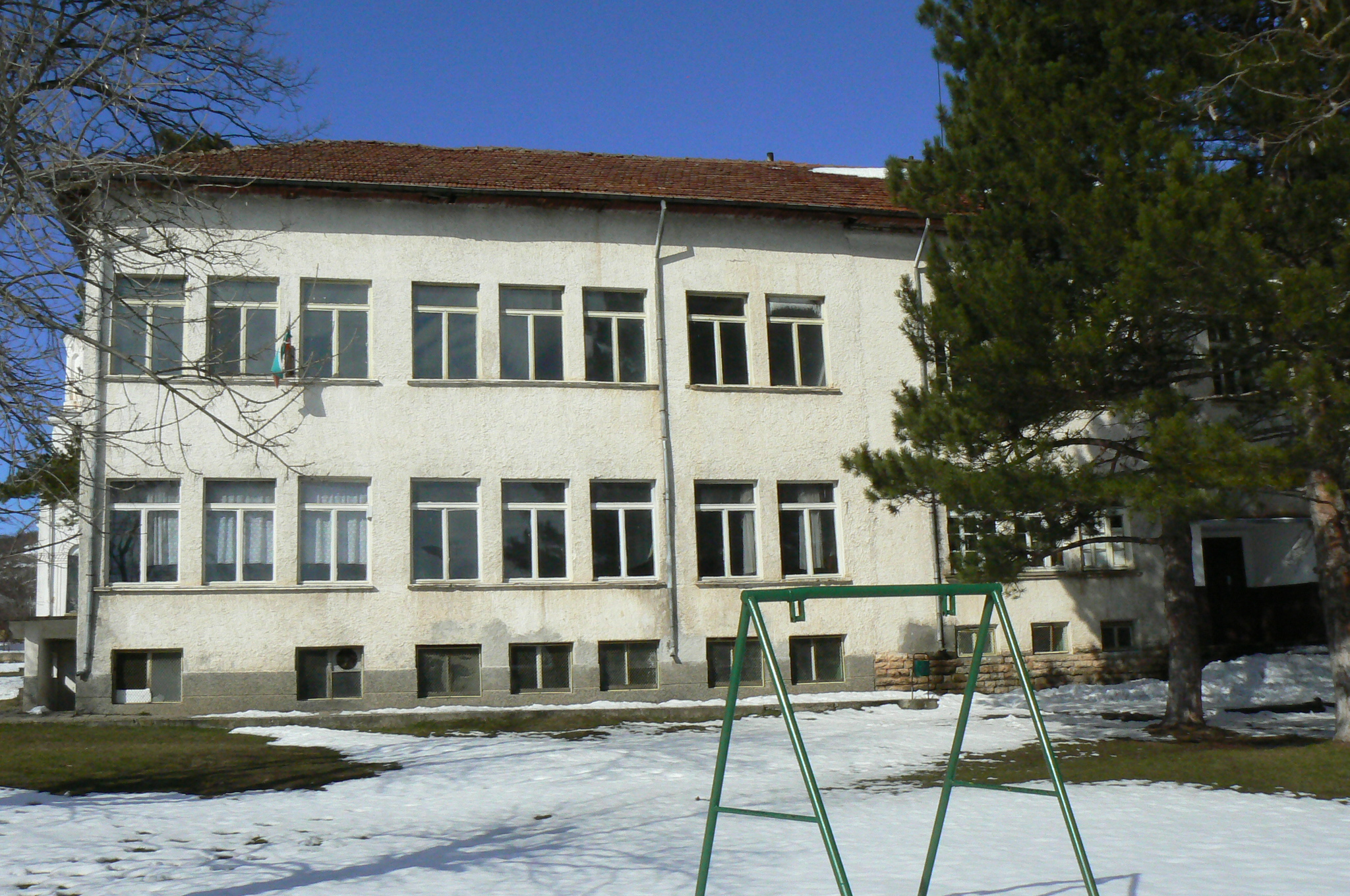
Школа имени Васила Левски в Орешене
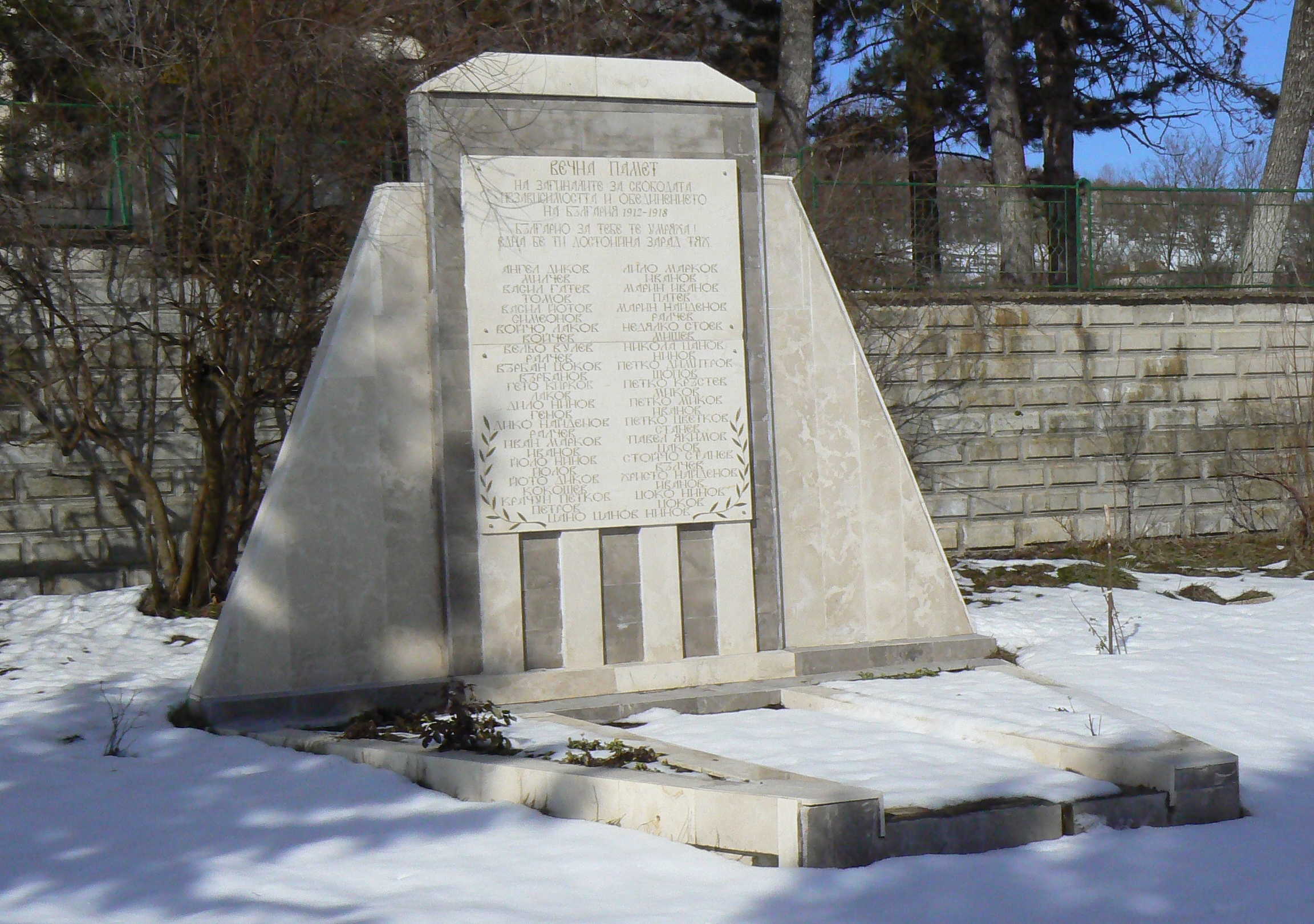
Памятник погибшим в 1912-1918 гг. во время войны.